# Dicranomyia euryptera
Dicranomyia euryptera är en tvåvingeart som först beskrevs av Alexander 1953.  Dicranomyia euryptera ingår i släktet Dicranomyia och familjen småharkrankar.
Artens utbredningsområde är Peru. Inga underarter finns listade i Catalogue of Life.